# Pluim-es
De pluim-es (Fraxinus ornus), bloem-es of manna-es is een boom uit de olijffamilie (Oleaceae). De plant komt van nature voor in Zuid-, Zuidoost- en Midden-Europa. De boom groeit in droge, rotsachtige streken in bossen en kreupelhout en kan tot 20 m hoog worden. Vaak wordt de pluim-es aangeplant als sierboom in parken en in tuinen en soms ook langs straten.

## Kenmerken

### Kroon, twijgen, knoppen en schors
De kroon is rond of enigszins afgeplat. De takken zijn bochtig en olijfgroen. De schors is bijzonder glad en heeft een grijze kleur. De knoppen zijn gewelfd en dicht bedekt met grijs dons. De twee buitenste schubben zijn erg donker.

### Bladeren
De samengestelde bladeren verschijnen in april, zijn oneven geveerd en 25-30 cm lang. Er zijn twee tot vier paar deelblaadjes en één topblaadje. Elk blaadje is circa 10 × 3,5 cm groot, gesteeld, lancetvormig en onregelmatig getand. Aan de onderzijde zijn de deelblaadjes bedekt met bruinachtig of wit dons.

### Bloemen
De pluim-es heeft witte, geurende bloemen met smalle kroonblaadjes van ongeveer 6 mm lang, die in juni verschijnen. Ze vormen dichte kegelvormige pluimen van 20 × 15 cm groot aan de top van de takken. Hieraan dankt de boom zijn naam. De pluim bestaat overwegend uit mannelijke bloemen.

### Vruchten
De vruchten zijn gevleugelde dopvruchten met lancetvormige vleugels. Ze hangen in groepjes en zijn tot voor het afvallen van de bladeren groen; daarna worden ze bruin.

### Toepassingen
In Italië wordt de pluim-es gekweekt voor commerciële doeleinden. De takken leveren een suikerachtig sap dat als medicijn wordt gebruikt. Dit wordt 'manna' genoemd.
... · 
F. angustifolia (Smalbladige es) · 
F. excelsior (Es) · 
F. mandshurica · 
F. ornus (Pluim-es ) ·
...